# De Smet (South Dakota)
De Smet is een plaats in Kingsbury County, South Dakota. Zij is genoemd naar Pieter-Jan De Smet, een Vlaamse jezuïetenmissionaris. De plaats is bekend als de woonplaats van de familie Ingalls uit de boekenserie Het kleine huis op de prairie van Laura Ingalls Wilder.

## Geografie
De Smet heeft volgens het United States Census Bureau een totale oppervlakte van 2,7 km2.
De Smet heeft postcode 57231.

## Demografie
Volgens gegevens uit 2000 telt De Smet 1164 inwoners, in 524 huishoudens of 300 families. De bevolkingsdichtheid is 431,1 inwoners/km².
Van de 524 huishoudens zijn er 24,8% met kinderen beneden 18, 50,0% zijn getrouwd of samenwonend, 39,3% bestaat uit alleenstanden.
20,8% van de bevolking is onder de 18 jaar, 6% tussen 18 en 24, 21,1% tussen 25 en 44, 20,8% tussen 45 en 64 en 31,3% is 65 jaar of ouder. De gemiddelde leeftijd is 47 jaar. Voor elke 100 vrouwen zijn 89,0 mannen of 87,0 als alleen de vrouwen boven de 18 meegeteld worden.
Het gemiddelde inkomen van een huishouding bedraagt $27.760, het gemiddelde per familie is $41.989. Mannen hebben een gemiddeld inkomen van $24.722 tegenover $20.417 voor vrouwen. Het gemiddelde inkomen per inwoner is $14.372. 11,1% van de bevolking leeft beneden de armoedegrens. 7,1% van de mensen onder de 18 en 18,3% van de mensen van 65 jaar en ouder leven beneden de armoedegrens.

## Attracties
De Smet is beroemd geworden door de populaire boekenserie Het kleine huis op de prairie van Laura Ingalls Wilder. De familie Ingalls (ouders Caroline Quiner Ingalls en Charles Ingalls en hun vier dochters onder wie Laura) vestigden zich 1879 in De Smet. De ouders hebben er tot hun dood gewoond. Laura Ingalls Wilders dochter, de schrijfster Rose Wilder Lane, werd in De Smet geboren. Tot de attracties behoort het huis van de Ingalls (homestead) en het Surveyors' House.